# Ulrich Carl von Bassewitz (Generalmajor)
Ulrich Carl von Bassewitz (* 3. März 1679 in Mecklenburg; † 16. Dezember 1715 bei Stresow auf Rügen) war deutsch-schwedischer General im Großen Nordischen Krieg.

## Leben
Ulrich Carl von Bassewitz wurde am 3. März 1679 als erster Sohn von Detlof von Bassewitz (1650–1685) und dessen Frau Dorothea Lucia von Plessen getauft.
Ulrich Carl von Bassewitz trat in den schwedischen Militärdienst ein und diente zeitweilig im selben Regiment wie sein Bruder Adolf Friedrich von Bassewitz. Er folgte König Karl XII. beim Zug nach Bendern und kämpfte im Nordischen Krieg gegen die Dänen in Mecklenburg. Als Oberst war er bei den Belagerungen von Wismar und Stralsund zugegen. Als Generalmajor trug er unter General Magnus Stenbock in der Schlacht bei Gadebusch am 20. Dezember 1712 zum Sieg der Schweden und Pommern über die Dänen und Sachsen bei, dem die Einnahme von Altona folgte. Ein russisches Expeditionskorps kam den Dänen nicht rechtzeitig zu Hilfe. Bei der Landung schwedischer und verbündeter Truppen auf Rügen fiel er bei Stresow.
Um 1710 erwarb Ulrich Carl von Bassewitz das Gut Neuhof bei Warin im Ritterlichen Amt Mecklenburg, das er später seinem Bruder Adolf Friedrich von Bassewitz vererbte. Sein Vermögen von 60.000 Talern vererbte er seinem Vetter ersten Grades Detlof Hans von Bassewitz. Ulrich Carl von Bassewitz wurde wie seinem Bruder Adolf Friedrich von Bassewitz der schwedische Freiherrentitel verliehen. Er blieb unverheiratet und hatte keine Nachkommen.